# Hendrik van Santen
Hendrik van Santen, ook bekend als Hendrik van Xanten (onbekend – Mechelen, 1493), was minderbroeder en auteur van geestelijke werken. Zijn bekendste werk is Die Collacien.

## Levensloop
Van de vroege levensloop van Van Santen is niets bekend. Hij sloot zich aan bij de franciscaanse observantie en woonde in het klooster van Mechelen, met onder andere Hendrik Herp. Hij werd verkozen als gardiaan in 1487 en in 1493. Tussen zijn termijnen als gardiaan nam hij de tijdelijke functie op zich als provinciaal overste van de franciscaanse provincie van Keulen.

## Werken
Van Santen heeft verschillende sermoenen nagelaten die handelen over het Heilig Sacrament. Zijn bekendste werk is Die Collacien. Het werk heeft tot doel de gelovige te begeleiden naar het godschouwend leven (vita contemplativa). Hij maakt gebruik van het motief van de “berg der beschouwing” ontleend aan Jean de Gersons De Monte Contemplationis. Excerpten van Die Collacien zijn overgeleverd in monastieke verzamelhandschriften. Postuum is het werk gedrukt geweest door Henrick Eckert van Homberch (Antwerpen, ca. 1510, ca. 1515) en Jan Severszoon (Leiden, ca. 1515).